# Wolrad V de Waldeck
Wolrad V de Waldeck est un officier allemand, né le 5 novembre 1625 à Bad Arolsen (comté de Waldeck) et mort le 29 janvier 1657 à Bartenstein (république des Deux Nations). Il est major général dans l'armée du Brandebourg.

## Famille
Wolrad, de la maison des comtes de Waldeck, est le plus jeune des sept fils du comte Wolrad IV de Waldeck (1588-1640), le fondateur de la nouvelle ligne de Waldeck-Eisenberg, et de son épouse Anne de Bade-Durlach (1587-1649). Son frère Philippe-Dietrich de Waldeck (1614-1645) succède en 1640 à son père, le comte de Waldeck, à Eisenberg. Son frère, Georges-Frédéric de Waldeck (1620-1692) est feld-maréchal hollandais, capitaine général en 1664, comte de Waldeck-Eisenberg, et en 1682 prince de Waldeck.

## Biographie
Wolrad devient militaire de carrière. Il entre en 1655 en tant que colonel de son régiment d'infanterie au service de l'électeur Frédéric-Guillaume Ier de Brandebourg et combat dans la première guerre du Nord contre, puis à partir de juin 1656, pour Charles X Gustave de Suède.
En 1656, il est major général de la Suède et du Brandebourg, victorieux de la bataille de Varsovie, les 28 et 30 juillet 1656, où son régiment combat au centre du dispositif suédo-brandebourgeois,. Son frère aîné Georges-Frédéric de Waldeck commande la cavalerie.
Wolrad est atteint de la variole en janvier 1657 au camp de Mazurie et en meurt. Son corps est enterré à l'initiative de son frère Georg Friedrich à Korbach dans l'église Saint-Nicolas.